# ماتیا مورلو
ماتیا مورلو (انگلیسی: Mattia Morello؛ زادهٔ ۲۱ ژوئیهٔ ۱۹۹۹) بازیکن فوتبال اهل ایتالیا است.